# 諸橋沙夏
諸橋 沙夏（もろはし さな、1996年8月3日 - ）は、日本のアイドル、声優であり、女性声優アイドルグループ・=LOVEのメンバーである。福島県いわき市出身。代々木アニメーション学院所属。明治学院大学卒業。愛称はさなつん。
上京前は、個人のタレント活動の後に、チャリティーのためのアイドルグループBaby Tiaraを結成（2014年2月 - ）。東日本大震災を被った地元のために、活動を行った（ - 2015年3月）。

## 略歴
2010年
- 6月から7月にかけて雑誌「セブンティーン」モデルオーディションのミスセブンティーン2010のファイナリストとなる(この年のグランプリは三吉彩花、森川葵ら)

2011年
- 4月　ヤマハ ミュージックパブリッシング タレントオーディションでグランプリを受賞[3]。

2012年
- 4月　ラトブ（いわき駅前再開発ビル）のイメージガールを務めると共に、「ラブラブラトブ」（FMいわき）に出演[4]。ラトブのイメージソング「ラブラブラトブ」を歌った[5]。
- 聖☆少女合唱団リーダーに就任[6]。

2014年
- 3月31日 ヤマハミュージックパブリッシング契約満了。聖☆少女合唱団卒業[7]。
- 4月20日　Baby Tiara 日向心愛（Noa)（ひなた のあ）としていわき市のMusic&Bar QUEENでデビューライブ[8]。

2015年
- 3月、進学のためBaby Tiaraを卒業[9]。

2017年
- 4月29日、オーディションの最終審査が行われ、13名が合格（後に1名辞退）。同時に、グループ名が「=LOVE(イコールラブ)」になることが発表された[10]。
- 8月5日、「TOKYO IDOL FESTIVAL2017」で初ライブを行った[11]。

2018年
- 2月15日 - 18日 初舞台『あにてれ×=LOVE ステージプロジェクト「けものフレンズ」』[12]。 ディアトリマ役。

2019年
- 4月14日、学業の都合で出演予定だった舞台「R＆J」を降板することを発表した[13]。

2020年
- 4月23日、=LOVEでは初となる諸橋によるソロ曲「My Voice Is For You[14]」のMVが公開[15]。

2021年
- 4月29日 - 5月2日 舞台「Juliet aria『DustBunnySHOW』」への出演を予定していた[16]が、4月25日に新型コロナウイルス感染拡大による緊急事態宣言に伴い延期[17]、同年11月7・8日に一部変更はあったもののキャストは据え置きで公演が行われた[18][19]。

2022年
- 8月3日、コロナ禍で撮影延期になっていた諸橋によるソロ曲「My Voice Is For You[20]」のMVが沖縄で撮影され公開[21]。

2023年
- 9月14日、イコノイジョイ大感謝祭の3日目に初ソロコンサートとなる『=LOVE 諸橋沙夏 ソロコンサート』を開催した[22]。本コンサートで、2曲目となるソロ楽曲「宝物はグリーン」を初披露した[23]。

## 人物
- スリーサイズはB78・W56・H79[注 1]。
- 温和で明るい性格である。=LOVEでは歌唱力が重用されている[24]。
- 子供のころから音楽とダンスに興味を持ち、ピアノ、フルート、フラダンス、タヒチアンダンスを習う。ダンスは、スパリゾートハワイアンズ （いわき市）がきっかけである[25]。
- 2011年3月11日、中学校の卒業式を終え、母と一緒に外食から家に帰ってきた直後の14時46分に東日本大震災に被災した。後に、新聞紙面に掲載されていた震災孤児・遺児の記事に目がとまり「自分にできることは何か」を模索し、ボランティアグループ「Baby Tiara」を結成[26]。
- =LOVEへの応募は大学3年になりどこへ就職するか迷っていた時に、母親と友人の後押しがあり決めた。他の参加者の勢いに気後れし、辞退することも考えたが母親からの受けることに意味があるという言葉でオーディションを継続することになり合格となった[24]。

## 出演

### テレビドラマ
- 発足！ギャル内閣（千葉テレビ、2013年） - 五井ミイコ 役[27]
- もしも、この気持ちを恋と呼ぶなら…。（朝日放送テレビ、2022年） - 宮部穂乃果 役[28]

### その他テレビ番組
- 怖いけどタメになる話（テレビ朝日、2023年8月13日） - 女性社員役（再現VTR）[29]
- ＝LOVE 諸橋沙夏の「スナック沙夏」（BS日テレ、2024年10月6日 - ）[30]

### テレビアニメ
- SNSポリス（TOKYO MX 、2018年4月8日 - ）- リアル 役[31]

### 舞台
- あにてれ×=LOVE ステージプロジェクト
  - 「けものフレンズ」（2018年2月15日 - 18日、AiiA Theater Tokyo）- ディアトリマ 役[32]。
  - 「ガールフレンド（仮）」 (2018年7月16日 - 22日、品川プリンスホテル クラブeX) - 櫻井明音 役[33]
- Juliet aria『DustBunnySHOW』 (2021年11月7日 - 8日、品川プリンスホテル クラブeX) - シアン 役[34]
- 七人のおたく THE STAGE（2023年3月4日 - 12日、紀伊國屋サザンシアター / 3月18・19日、サンケイホールブリーゼ） - 無線おたく・水上令子 役[35]
- 仁義なきギャル組長～ジャーナリスト土門瑛太の“M資金”真相解明ファイル～（2023年4月12日 - 16日、日本橋劇場） - 金崎龍子 役[36]
- 朗読劇『THE MOST DISTANT DAY FROM YOU』（2024年7月9日、サントリーホール ブルーローズ）[37]

### ネット配信
- =LOVEのメンバーとして複数の番組に出演中。詳細は=LOVE#出演におけるネット配信を参照。

### ラジオ
- 復興支援PROGRAM Hand in Hand ※「ONE MORNING」内（TOKYO FM）[38] - レポーター

### ゲーム
- ステーションメモリーズ!（2017年、新居浜いずな〈初代〉）[39]
- みんなでカジノ（2017年11月、七星さくら[40]）
- モンスターコレクト（2020年4月、シェヘラザード）[41]

### 映画
- スターシップ・トゥルーパーズ レッドプラネット - [42]。

### 雑誌
- =PRESS（HUSTLE PRESS）
  - 2019 JULY （2019年6月号）
  - 2020 AUGUST（2020年8月号）
- Scawaii!（イマジカインフォス）
  - 特別編集 IDOL BEAUTY＋（2021年5月31日）
  - 特別編集 IDOL BEAUTY&FASHION 2023（2023年1月27日）

### DVD
- 15years -Sana Morohashi- (2011年10月19日)[3]